# Platycoelia unguicularis
Platycoelia unguicularis är en skalbaggsart som beskrevs av Ohaus 1904. Platycoelia unguicularis ingår i släktet Platycoelia och familjen Rutelidae. Inga underarter finns listade i Catalogue of Life.